# Interregno inglês
O Interregno inglês ou Interregno da Inglaterra (conhecido na língua inglesa como: Interregnum, que significa literalmente "entre reinados" em latim) foi um importante período da história da Inglaterra compreendido entre a execução de Carlos I em 30 de janeiro de 1649 e a chegada de seu filho Carlos II em Londres em 29 de maio de 1660, o que marcou o início da Restauração inglesa. Durante esse Interregno, a Inglaterra assumiu várias formas de governos republicanos. (Para saber mais especificamente sobre isso, leia o verbete Comunidade da Inglaterra; este presente verbete descreve outras facetas do Interregno.)

## Análise histórica
O Interregnum foi um período relativamente curto, mas importante na história das Ilhas Britânicas. Viu uma série de experimentos políticos sem qualquer forma estável de governo emergir, em grande parte devido à grande diversidade de grupos religiosos e políticos que puderam florescer após o regicídio de Carlos I.
O movimento puritano evoluiu como uma rejeição da "catolicização" real e percebida da Igreja da Inglaterra. Quando a Igreja da Inglaterra foi rapidamente desativada pelo Governo da Comunidade Britânica, a questão de qual igreja estabelecer tornou-se um assunto calorosamente debatido. No final, foi impossível fazer felizes todas as facções políticas. Durante o Interregnum, Oliver Cromwell perdeu muito do apoio que havia ganhado durante a Guerra Civil. Edward Sexby, anteriormente um defensor de Cromwell, sentiu-se privado de seus direitos civis pelo fracasso de Cromwell em abolir a aristocracia. Em 1657, Silius Titus pediu o assassinato de Cromwell em um panfleto de coautoria Killing No Murder sob o pseudônimo de William Allen. Sexby foi capturado quando retornou à Inglaterra e tentou realizar o assassinato descrito no livro do Coronel Titus. Cromwell coagiu Sexby a confessar a autoria do panfleto e então o prendeu na Torre de Londres, onde Sexby foi levado à loucura, morrendo lá menos de um ano depois.
Os altos impostos exigidos pelo grande exército permanente, mantidos devido às constantes ameaças de rebelião escocesa e irlandesa, aumentaram o ressentimento público de Cromwell.